# Uzan
Uzan é uma comuna francesa na região administrativa da Nova Aquitânia, no departamento dos Pirenéus Atlânticos. Estende-se por uma área de 6,24 km². Em 2010 a comuna tinha 172 habitantes (densidade: 27,6 hab./km²).